# Montelungo
Montelungo (già Monte Lungo) è una frazione del comune italiano di Pontremoli, nella provincia di Massa-Carrara, in Toscana.

## Geografia fisica
Il paese sorge a 837 metri d'altezza, lungo la SS 62 della Cisa, a 12 km dal capoluogo. Si tratta di un piccolo villaggio costituito da una Villa Superiore e da una Villa Inferiore. L'antico villaggio di Montelungo, compreso nella circoscrizione pievana di Vignola, sorgeva poco più a levante dell'attuale e venne abbandonato dalla popolazione nel XV secolo a seguito di rovinosi smottamenti del terreno e di vere e proprie frane che lo seppellirono.

## Storia
L'etimologia del nome potrebbe essere quella di Mons Longobardorum, (Monte Bardone) che definiva parte della stessa Via Francigena. Quindi luogo lungo la via di Mons Longobardorum.
Montelungo ha origine con sicurezza prima dell'anno mille, quando fu sottoposto all'Abbazia Benedettina di S. Colombano di Bobbio. Da essa ebbe origine l'antica cappella, ora parrocchia di San Benedetto a Montelungo.
Il borgo è rammentato per la prima volta ufficialmente nell'agosto del 972 in un placito del Marchese Oberto conte di Palazzo in Italia, e abate commendatario dell'Abbazia di Bobbio. Il placito fu pronunciato nella Villa di Gragio a favore della Badia di Montelungo e come condanna contro i monaci di S. Martino di Pavia per aver essi fatto tagliare ingiustamente una quantità di cerri nelle foreste di Montelungo. Nel placito si legge: in silva una quae est posita in loco qui dicitur Montelongum.
Nei secoli successivi, Montelungo divenne una importante tappa dell'antica Via Francigena con ospitale (Xenodochio) tenuto dai monaci benedettini. 
In Particolare nell'itinerario di Sigerico, Arcivescovo di Canterbury, esso rappresentava la XXXII tappa e la località era allora definita Sce Benedicte dal nome stesso della Pieve, dedicata appunto a San Benedetto.
Montelungo è conosciuta anche come stazione termale, per la presenza della Fonte della Virtù, una sorgente dalla quale sgorga un'acqua curativa.